# Майорош, Иштван
Иштван Майорош (венг. Majoros István; 11 июля 1974, Будапешт, Венгрия) — венгерский борец греко-римского стиля, олимпийский чемпион 2004 года, призёр чемпионата мира, чемпион Европы, семикратный чемпион Венгрии (1996—1999, 2001, 2003, 2005).

## Биография
Занимался борьбой с 10 лет.
В 1990 году завоевал звание чемпиона мира среди кадетов по греко-римской борьбе, а на чемпионате мира среди кадетов по вольной борьбе того же года остался шестым. В 1991 году был вторым на чемпионате мира по греко-римской борьбе среди юниоров, в 1992 году — четвёртым.
В 1994 году был четвёртым на чемпионате Венгрии, в 1995 году завоевал бронзовую медаль чемпионата Венгрии.
В 1995 году дебютировал на чемпионате мира среди взрослых и остался лишь 23-м. В 1996 году стал чемпионом Венгрии, а на чемпионате Европы был 12-м и не смог квалифицироваться на олимпиаду (отбиралась только первая десятка). В 1997 году на чемпионате мира был 16-м, на чемпионате Европы 19-м. В 1998 году на чемпионате мира был десятым, на чемпионате Европы девятым. В 1999 году на чемпионате мира был седьмым, на чемпионате Европы 16-м. В 2000 году стал чемпионом Европы.
На Летних Олимпийских играх 2000 года в Сиднее боролся в категории до 58 килограммов (полулёгкий вес). Участники турнира, числом в 20 человек, были разделены на шесть групп, в каждой из которых борьба велась по круговой системе. Победители в группах выходили в четвертьфинал, где боролись по системе с выбыванием после поражения. Проигравшие занимали места соответственно полученным в схватках квалификационным и техническим баллам. Обе встречи в группе Иштван Майорош проиграл и выбыл из турнира.
| Круг         | Соперник        | Страна | Результат | Основание                  | Время схватки |
| ------------ | --------------- | ------ | --------- | -------------------------- | ------------- |
| 1 (группа 2) | Али Ашкани      | Иран   | Поражение | 1-5 (1 технический балл)   | 6:00          |
| 2 (группа 2) | Коба Гулиашвили | Грузия | Поражение | 0-3 (0 технических баллов) | 6:00          |

В 2001 году был только тринадцатым на чемпионате мира, в 2003 — двенадцатым. В 2004 году был третьим на предолимпийском квалификационном турнире.
На Летних Олимпийских играх 2004 года в Афинах боролся в категории до 55 килограммов (полулёгкий вес). В турнире участвовали 22 человека; регламент турнира оставался в целом прежним. Иштван Майорош победил во всех встречах и завоевал золотую олимпийскую медаль.
| Круг          | Соперник          | Страна                   | Результат | Основание                                      | Время схватки |
| ------------- | ----------------- | ------------------------ | --------- | ---------------------------------------------- | ------------- |
| 1 (группа А)  | Масатоси Тоёта    | Япония                   | Победа    | 5-3 (5 технических баллов, 3 квалификационных) | 7:26          |
| 2 (группа А)  | Янсель Рамирес    | Доминиканская Республика | Победа    | 5-0 (5 технических баллов, 3 квалификационных) | 6:00          |
| Четвертьфинал | Ласаро Ривас      | Куба                     | Победа    | 6-1 (6 технических баллов, 3 квалификационных) | 6:00          |
| Полуфинал     | Олексий Вакуленко | Украина                  | Победа    | 3-1 (3 технических балла, 3 квалификационных)  | 6:00          |
| Финал         | Гейдар Мамедалиев | Россия                   | Победа    | 3-1 (3 технических балла, 3 квалификационных)  | 6:08          |

В 2005 году стал бронзовым призёром чемпионата мира. В 2006 году завоевал Кубок мира, на чемпионате Европы был лишь пятым, на чемпионате мира лишь 15-м и закончил карьеру в борьбе.
В апреле 2006 года до утра пил пиво с друзьями, утром поехал на своей Мазде, уснул за рулём и столкнулся с двумя автомобилями. Никто в инциденте не пострадал. Иштван Майорош отделался штрафом.
31 декабря 2006 года попробовал себя в MMA, в своём единственном бою на турнире K-1 проиграл техническим нокаутом Норифуми Ямамото.
Занимается отельным бизнесом